# Adelbert I van Ivrea
Adelbert I van Ivrea (932 - Autun, 30 april 971) uit het Huis Ivrea was medekoning van Italië.
Adelbert was een zoon van Berengarius II van Italië en van Willa van Arles (Willa III van Toscane). Zijn vader werd koning van Italië na de dood van Lotharius van Italië en Adelbert volgde hem op als markgraaf van Ivrea en graaf van Aosta en Lombardije. Op 15 december 950 werd Adelbert tot medekoning gekroond in de San Michele Maggiore te Pavia.
Berengarius wilde Lotharius' weduwe Adelheid (heilige) laten trouwen met Adelbert maar Adelheid weigerde en vluchtte naar Canossa. Op haar verzoek greep koning Otto I de Grote in de Italiaanse zaken in. Otto veroverde Pavia op 29 september 951 en Berengarius en Adelbert vluchtten naar een kasteel in San Marino. Op 7 augustus 952 erkenden Berengarius en Adelbert, Otto als hun leenheer op de rijksdag te Augsburg. Ze konden verder hun positie als koning en medekoning van Italië behouden maar moesten wel de markgraafschappen Verona (stad) en Aquileia afstaan.
In 953 maakten Berengarius en Adelbert gebruik van de opstand van Liudolf van Zwaben (oudste zoon van Otto) door zich onafhankelijk op te stellen van Otto. Adelbert hield een strafexpeditie naar Canossa. Toen Liudolf zich weer met zijn vader had verzoend, leidde hij in 957 een leger naar Italië en versloeg Adelbert bij Verona. Doordat Liudolf plotseling overleed bleef dit echter zonder verdere gevolgen.
In 960 veroverde Adelbert Spoleto en bedreigde zo de positie van de paus. Nu was het de beurt van de paus om Otto om hulp te vragen. In 962 viel Otto daarop Italië binnen. Adelbert probeerde om hem bij Verona nog tegen te houden, maar zonder succes. Adalbert vluchtte eerst naar het kasteel van zijn broer Guido bij Como, daarna naar Fraxinetum (toen nog Saraceens) en keerde via Corsica terug in Italië. In Rome sloot hij een bondgenootschap met de paus (!) Johannes XII. Otto verdreef de paus in oktober 963 en Adelbert moest vluchten. Hij deed nog een poging om Pavia te veroveren, maar werd op 25 juni 965 verslagen door hertog Burchard III van Zwaben en kon zich alleen in veiligheid brengen doordat zijn broer Guido zich voor hem doodvocht. Daarop zwierf Adelbert nog drie jaar lang door het Middellandse Zeegebied op zoek naar bondgenoten. 
Na mislukte onderhandelingen met het Byzantijnse Rijk vestigde hij zich uiteindelijk bij zijn schoonfamilie in Bourgondië.
Adelbert's moeder Willa van Arles was een dochter van Boso III van Arles en van Willa van Bourgondië, die een dochter was van Rudolf I van Bourgondië en Willa van Provence.
Adelbert trouwde, voor 960, met Gerberga van Dijon, zij kregen de volgende kinderen:
- Willem, bekend onder de naam Otto Willem van Bourgondië
- mogelijk een dochter gehuwd met Liutold, zoon van Koenraad I van Zwaben

## Voorouders
| Voorouders van Adelbrecht van Ivrea | Voorouders van Adelbrecht van Ivrea                                | Voorouders van Adelbrecht van Ivrea                                | Voorouders van Adelbrecht van Ivrea                                | Voorouders van Adelbrecht van Ivrea                                | Voorouders van Adelbrecht van Ivrea                                | Voorouders van Adelbrecht van Ivrea                                | Voorouders van Adelbrecht van Ivrea                                | Voorouders van Adelbrecht van Ivrea                                |
| ----------------------------------- | ------------------------------------------------------------------ | ------------------------------------------------------------------ | ------------------------------------------------------------------ | ------------------------------------------------------------------ | ------------------------------------------------------------------ | ------------------------------------------------------------------ | ------------------------------------------------------------------ | ------------------------------------------------------------------ |
| Overgrootouders                     | Anscarius van Ivrea (840–902) ∞ Volsia van Susa (–)                | Anscarius van Ivrea (840–902) ∞ Volsia van Susa (–)                | Berengarius I van Friuli (854–924) ∞ Bertila van Spoleto (860–915) | Berengarius I van Friuli (854–924) ∞ Bertila van Spoleto (860–915) | Theobald van Arles (850–895) ∞ Bertha van Lotharingen (863–925)    | Theobald van Arles (850–895) ∞ Bertha van Lotharingen (863–925)    | Rudolf I van Bourgondië (855–912) ∞ Willa van Provence (865–924)   | Rudolf I van Bourgondië (855–912) ∞ Willa van Provence (865–924)   |
| Grootouders                         | Adalbert van Ivrea (±875–924) ∞ Gisela van Friuli (±880–910)       | Adalbert van Ivrea (±875–924) ∞ Gisela van Friuli (±880–910)       | Adalbert van Ivrea (±875–924) ∞ Gisela van Friuli (±880–910)       | Adalbert van Ivrea (±875–924) ∞ Gisela van Friuli (±880–910)       | Boso III van Arles (885–936) ∞ Willa van Bourgondië (?–?)          | Boso III van Arles (885–936) ∞ Willa van Bourgondië (?–?)          | Boso III van Arles (885–936) ∞ Willa van Bourgondië (?–?)          | Boso III van Arles (885–936) ∞ Willa van Bourgondië (?–?)          |
| Ouders                              | Berengarius II van Italië (±900–966) ∞ Willa III van Toscane (?–?) | Berengarius II van Italië (±900–966) ∞ Willa III van Toscane (?–?) | Berengarius II van Italië (±900–966) ∞ Willa III van Toscane (?–?) | Berengarius II van Italië (±900–966) ∞ Willa III van Toscane (?–?) | Berengarius II van Italië (±900–966) ∞ Willa III van Toscane (?–?) | Berengarius II van Italië (±900–966) ∞ Willa III van Toscane (?–?) | Berengarius II van Italië (±900–966) ∞ Willa III van Toscane (?–?) | Berengarius II van Italië (±900–966) ∞ Willa III van Toscane (?–?) |
| Adelbrecht van Ivrea (932–971)      |                                                                    |                                                                    |                                                                    |                                                                    |                                                                    |                                                                    |                                                                    |                                                                    |